# Gaius Settidius Firmus
Gaius Settidius Firmus (vollständige Namensform Gaius Settidius Gai filius Pupinia Firmus) war ein im 1. Jahrhundert n. Chr. lebender Angehöriger des römischen Ritterstandes (Eques), der in den Senatorenstand aufstieg. Durch eine Inschrift sind einzelne Stationen seiner Laufbahn bekannt. Seine Laufbahn ist in der Inschrift in aufsteigender Reihenfolge wiedergegeben.
Die für einen Angehörigen des Ritterstandes übliche militärische Laufbahn, die Tres militiae, bestand eigentlich aus drei Führungspositionen, von denen Firmus aber nur zwei absolvierte. Zunächst übernahm er als Präfekt die Leitung der Cohors IIII Thracum Syriaca. Anschließend diente er als Tribun in der Legio V Macedonica.
Danach bewarb er sich um eine Quaestur. Durch die Wahl zum Quaestor urbanus stieg er vom Ritterstand (ordo equester) in den Senatorenstand (ordo senatorius) auf. Der Zeitpunkt, zu dem Firmus in den Senatorenstand aufstieg, ist unsicher. Es kommen die Regierungszeiten von Claudius (41–54), Nero (54–68) oder Vespasian (69–79) in Frage.
Firmus war in der Tribus Pupinia eingeschrieben und stammte aus Pula, wo auch sein Grabstein mit der Inschrift gefunden wurde. Der Suffektkonsul des Jahres 112, Titus Settidius Firmus war vermutlich entweder sein Sohn oder Enkel.